# Graham Jenkins
Pour les articles homonymes, voir Jenkins.
 (août 2025).
Motif : Frère de, auteur d'une biographie de son frère. Sources secondaires centrées ?
- Archive Wikiwix
- Bing
- Cairn
- DuckDuckGo
- E. Universalis
- Gallica
- Google
- G. Books
- G. News
- G. Scholar
- Persée
- Qwant
- (zh) Baidu
- (ru) Yandex
- (wd) trouver des œuvres sur Wikidata

| 1. | Préciser le motif de la pose du bandeau. | Précisez le motif de la pose du bandeau en utilisant la syntaxe suivante : {{admissibilité à vérifier\|date=août 2025\|motif=remplacez ce texte par le motif}}                      |
| 2. | Informer les utilisateurs concernés.     | Pensez à avertir le créateur de l'article, par exemple, en insérant le code ci-dessous sur sa page de discussion : {{subst:avertissement admissibilité à vérifier\|Graham Jenkins}} |

Graham Jenkins (né à Neath Port Talbot, au pays de Galles, le 25 octobre 1927 et décédé le 14 décembre 2015) est une personnalité galloise, frère puîné de l'acteur Richard Burton (1925-1984).

## Biographie
Graham Jenkins est le treizième et dernier enfant de Richard Walter Jenkins (1876-1957), père absent, et d'Edith Thomas (1883-1927). À l'instar de ses nombreux aînés, Graham grandit dans une communauté de mineurs de confession presbytérienne, où le gallois est la langue d'usage.
Sa mère Edith meurt des suites d'une fièvre puerpérale, peu après lui avoir donné le jour.
Graham Jenkins est l'auteur d'une biographie remarquée sur son célèbre frère intitulée Richard Burton, My Brother, parue en 1988, avec une introduction d'Elizabeth Taylor (1932-2011).